# Máximo Ramón Ortiz
Máximo Ramón Ortiz (Tehuantepec, Oaxaca; 24 de junio de 1816 - 13 de octubre de 1855; Jalapa del Marquéz) fue un político, compositor y cantante mexicano, hijo del padre dominico Juan Ortiz y de Delfina Isabel Sabaleta, autor de algunos de los versos más conocidos del himno oaxaqueño La Sandunga.[cita requerida]

## Primeros años
En la ciudad de Oaxaca estudió música. Aprendió a tocar guitarra, piano y bases técnicas en composición. Estudió los primeros grados de la carrera de abogacía en el Instituto de Ciencias y Artes de Oaxaca. Desde muy joven y a temprana edad, incursionó en la política. 

## Cargos públicos
Ya adulto, alcanzó cargos públicos, como presidente municipal y jefe político. En su región de origen, fue integrante de la milicia y con el grado de coronel fue nombrado gobernador del departamento de Tehuantepec. Logró más tarde la separación del istmo de Tehuantepec de Oaxaca, siendo su capital Tehuantepec y su primer y único gobernador Máximo Ramón Ortiz, a partir de 1853; también fue jefe regional de la defensa mexicana ante la amenaza de tropas estadounidenses en territorio azteca.

## Fallecimiento de su madre
Ausente de su sitio natal por sus actividades públicas, fue notificado de la gravedad de su entonces anciana progenitora. Fue impactante su pena al llegar ante ella, precisamente cuando acababa de expirar.
Fue detenido por las fuerzas liberales del coronel Andrés Duarte, quien lo entregó al capitán Cosme Damián Gómez, aplicándole éste la ley fuga el 13 de octubre de 1855 en Cerro Machorro, municipio de Jalapa del Marqués. Tenía 39 años de edad.